# Llista de monuments del districte de Tolosa
Llista de monuments del districte de Tolosa (Alta Garona) registrats com a monuments històrics, bé catalogats d'interès nacional (classé) o bé inventariats d'interès regional (inscrit).
Per al municipi de Tolosa de Llenguadoc vegeu la llista de monuments de Tolosa de Llenguadoc.
| Monument                                                       | Prot. | Època             | Localització                                    | Coordenades                                          | Codi?      | Imatge |
| -------------------------------------------------------------- | ----- | ----------------- | ----------------------------------------------- | ---------------------------------------------------- | ---------- | --- |
| Canal del Migdia: aqüeducte-pont d'Aigasvivas                  | Inv.  | 1687              | Aigasvivas                                      | 43° 26′ 42″ N, 1° 36′ 03″ E / 43.44512°N,1.60084°E   | PA31000019 | Carregueu una nova foto d'aquest monument |
| Canal del Migdia: resclosa doble del Sanglier                  | Inv.  | 1752              | Aigasvivas                                      | 43° 26′ 22″ N, 1° 36′ 45″ E / 43.43949°N,1.61238°E   | PA31000020 | Canal del Migdia: resclosa doble del Sanglier · Vegeu més fotos d'aquest monument · Carregueu una nova foto d'aquest monument                  |
| Colomar Reynery                                                | Inv.  |                   | Audars                                          | 43° 31′ 47″ N, 1° 35′ 29″ E / 43.529768°N,1.591478°E | PA31000007 | Colomar Reynery · Vegeu més fotos d'aquest monument · Carregueu una nova foto d'aquest monument                                                |
| Església de Noumerens                                          | Inv.  | Segles XI-XVI     | Auriac de Vendinèla                             | 43° 31′ 27″ N, 1° 49′ 32″ E / 43.5242°N,1.82545°E    | PA00094264 | Carregueu una nova foto d'aquest monument |
| Maison Sarda de Caumont depenent de l'antic castell            | Cat.  | Segle XV          | Auriac de Vendinèla                             | 43° 31′ 29″ N, 1° 49′ 38″ E / 43.5248°N,1.8271°E     | PA00094265 | Carregueu una nova foto d'aquest monument |
| Església Sainte-Apollonie                                      | Inv.  | Segle XVI, 1950   | Aurinh Sainte-Apollonie                         | 43° 32′ 05″ N, 1° 40′ 06″ E / 43.5346°N,1.66825°E    | PA31000045 | Església Sainte-Apollonie · Vegeu més fotos d'aquest monument · Carregueu una nova foto d'aquest monument                                      |
| Casal Les Frères                                               | Inv.  | Segle XVII        | Ausevila Tolosana 1 Chemin de la Mayrine        | 43° 31′ 36″ N, 1° 28′ 43″ E / 43.52662°N,1.47862°E   | PA00094272 | Casal Les Frères · Carregueu una nova foto d'aquest monument                                                                                   |
| Església                                                       | Inv.  | Segle XV          | Aussona                                         | 43° 40′ 58″ N, 1° 19′ 06″ E / 43.68272°N,1.3184°E    | PA00094270 | Església · Carregueu una nova foto d'aquest monument                                                                                           |
| Església Notre-Dame-des-Miracles                               | Inv.  | Segle XIV         | Avinhonet de Lauragués                          | 43° 21′ 59″ N, 1° 47′ 21″ E / 43.366319°N,1.789092°E | PA00094273 | Església Notre-Dame-des-Miracles · Vegeu més fotos d'aquest monument · Carregueu una nova foto d'aquest monument                               |
| Torre                                                          | Inv.  | 1356              | Avinhonet de Lauragués                          | 43° 21′ 58″ N, 1° 47′ 16″ E / 43.36607°N,1.78785°E   | PA00094274 | Torre · Carregueu una nova foto d'aquest monument                                                                                              |
| Castell de Thégra                                              | Inv.  | Segles XVI-XVIII  | Balmar Lagarigue                                | 43° 37′ 54″ N, 1° 30′ 03″ E / 43.6317°N,1.50088°E    | PA00094282 | Castell de Thégra · Carregueu una nova foto d'aquest monument                                                                                  |
| Església                                                       | Inv.  |                   | Basièja                                         | 43° 27′ 19″ N, 1° 36′ 49″ E / 43.45528°N,1.61359°E   | PA00094285 | Església · Vegeu més fotos d'aquest monument · Carregueu una nova foto d'aquest monument                                                       |
| Església Saint-Eutrope                                         | Inv.  | Segle XVI         | Basièja Sainte-Colombe                          | 43° 27′ 42″ N, 1° 38′ 36″ E / 43.461764°N,1.643301°E | PA00094284 | Església Saint-Eutrope · Vegeu més fotos d'aquest monument · Carregueu una nova foto d'aquest monument                                         |
| Far aeronàutic                                                 | Inv.  | 1925              | Basièja rue de l'Aéropostale                    | 43° 27′ 23″ N, 1° 37′ 20″ E / 43.456367°N,1.622343°E | PA31000087 | Far aeronàutic · Vegeu més fotos d'aquest monument · Carregueu una nova foto d'aquest monument                                                 |
| Castell                                                        | Inv.  | Segles XVII-XIX   | La Bastida                                      | 43° 28′ 47″ N, 1° 39′ 42″ E / 43.4798°N,1.66173°E    | PA00094358 | Castell · Vegeu més fotos d'aquest monument · Carregueu una nova foto d'aquest monument                                                        |
| Església                                                       | Inv.  | Segle XV-XVIII    | Basús                                           | 43° 44′ 08″ N, 1° 31′ 01″ E / 43.735589°N,1.516808°E | PA00094286 | Església · Vegeu més fotos d'aquest monument · Carregueu una nova foto d'aquest monument                                                       |
| Casal                                                          | Inv.  | Segle XVII        | Le Bauç                                         | 43° 27′ 22″ N, 1° 50′ 12″ E / 43.456061°N,1.836628°E | PA00094652 | Casal · Vegeu més fotos d'aquest monument · Carregueu una nova foto d'aquest monument                                                          |
| Església parroquial Saint-Jean-Baptiste                        | Cat.  | Segles XII-XVI    | Bèlberaud                                       | 43° 30′ 04″ N, 1° 34′ 31″ E / 43.501°N,1.57515°E     | PA00094288 | Església parroquial Saint-Jean-Baptiste · Vegeu més fotos d'aquest monument · Carregueu una nova foto d'aquest monument                        |
| Convent Sainte-Catherine de Sienne                             | Inv.  | 1860, 1946        | Blanhac 60 avenue du Général-Compans            | 43° 37′ 48″ N, 1° 23′ 57″ E / 43.629966°N,1.399177°E | PA31000046 | Convent Sainte-Catherine de Sienne · Vegeu més fotos d'aquest monument · Carregueu una nova foto d'aquest monument                             |
| Església Saint-Pierre                                          | Inv.  | Segles XII-XV     | Blanhac                                         | 43° 38′ 03″ N, 1° 23′ 57″ E / 43.6341°N,1.39924°E    | PA00094291 | Església Saint-Pierre · Vegeu més fotos d'aquest monument · Carregueu una nova foto d'aquest monument                                          |
| Oratori de Saint-Exupère                                       | Cat.  | Segles XV-XIX     | Blanhac                                         | 43° 38′ 16″ N, 1° 23′ 45″ E / 43.63771°N,1.3959°E    | PA00094292 | Oratori de Saint-Exupère · Vegeu més fotos d'aquest monument · Carregueu una nova foto d'aquest monument                                       |
| Pont sobre el Touch                                            | Inv.  | Segle XVIII       | Blanhac                                         | 43° 37′ 15″ N, 1° 23′ 49″ E / 43.62091°N,1.396806°E  | PA00094293 | Pont sobre el Touch · Vegeu més fotos d'aquest monument · Carregueu una nova foto d'aquest monument                                            |
| Castell de Bonrepaus                                           | Cat.  | 1654              | Bonrepaus Riquet Bonrepaus                      | 43° 40′ 34″ N, 1° 37′ 33″ E / 43.676228°N,1.625874°E | PA31000036 | Castell de Bonrepaus · Vegeu més fotos d'aquest monument · Carregueu una nova foto d'aquest monument                                           |
| Església de Sant Bernat                                        | Inv.  | Segles XV-XIX     | Le Borg de Sant Bernat                          | 43° 36′ 10″ N, 1° 42′ 46″ E / 43.60284°N,1.71284°E   | PA00094295 | Església de Sant Bernat · Vegeu més fotos d'aquest monument · Carregueu una nova foto d'aquest monument                                        |
| Castell                                                        | Inv.  | Segle XIII-XVIII  | Brats                                           | 43° 37′ 02″ N, 1° 14′ 28″ E / 43.61728°N,1.24122°E   | PA00094297 | Castell · Vegeu més fotos d'aquest monument · Carregueu una nova foto d'aquest monument                                                        |
| Molí de vent                                                   | Cat.  | 1740, 1856        | Brinhemont Moulin-Neuf                          | 43° 46′ 57″ N, 0° 59′ 43″ E / 43.78261°N,0.99522°E   | PA00094298 | Molí de vent · Carregueu una nova foto d'aquest monument                                                                                       |
| Església                                                       | Inv.  |                   | Buset de Tarn                                   | 43° 46′ 51″ N, 1° 37′ 57″ E / 43.78081°N,1.63254°E   | PA00094299 | Església · Vegeu més fotos d'aquest monument · Carregueu una nova foto d'aquest monument                                                       |
| Mercat                                                         | Inv.  | Segle xix         | Cadors place du Commerce                        | 43° 43′ 41″ N, 1° 02′ 57″ E / 43.728011°N,1.049044°E | PA31000064 | Mercat · Vegeu més fotos d'aquest monument · Carregueu una nova foto d'aquest monument                                                         |
| Castell                                                        | Inv.  | Segle XIV         | Calmont                                         | 43° 17′ 11″ N, 1° 37′ 56″ E / 43.28645°N,1.63218°E   | PA00094301 | Castell · Vegeu més fotos d'aquest monument · Carregueu una nova foto d'aquest monument                                                        |
| Domaine de Terraqueuse                                         | Inv.  | Segles XVII-XIX   | Calmont Terraqueuse                             | 43° 17′ 29″ N, 1° 35′ 40″ E / 43.29129°N,1.59435°E   | PA31000002 | Carregueu una nova foto d'aquest monument |
| Castell de Cambiac                                             | Inv.  | Segles XV-XIX     | Cambiac                                         | 43° 29′ 21″ N, 1° 47′ 27″ E / 43.48923°N,1.7909°E    | PA31000047 | Castell de Cambiac · Vegeu més fotos d'aquest monument · Carregueu una nova foto d'aquest monument                                             |
| Molí de vent                                                   | Inv.  | Segle XVII        | Caragodas Cruïlla D-19 i CIC-36. La Paillasse   | 43° 29′ 57″ N, 1° 41′ 44″ E / 43.499089°N,1.695563°E | PA00094302 | Molí de vent · Carregueu una nova foto d'aquest monument                                                                                       |
| Castell du Croisillat                                          | Inv.  | 1472              | Caramanh                                        | 43° 31′ 52″ N, 1° 45′ 30″ E / 43.531111°N,1.758333°E | PA00135450 | Carregueu una nova foto d'aquest monument |
| Hôtel de Malbos                                                | Inv.  | Segles XVII-XVIII | Caramanh                                        | 43° 31′ 46″ N, 1° 45′ 27″ E / 43.52952°N,1.75749°E   | PA00094668 | Carregueu una nova foto d'aquest monument |
| Canal del Migdia: aqüeducte de Castanet                        | Inv.  | 1687              | Castanet Tolosan                                | 43° 30′ 15″ N, 1° 31′ 25″ E / 43.50417°N,1.523567°E  | PA31000021 | Canal del Migdia: aqüeducte de Castanet · Vegeu més fotos d'aquest monument · Carregueu una nova foto d'aquest monument                        |
| Canal del Migdia: resclosa i casa de Castanet o del Perrier    | Inv.  | Segle xix         | Castanet Tolosan                                | 43° 31′ 26″ N, 1° 31′ 07″ E / 43.52379°N,1.51864°E   | PA31000022 | Canal del Migdia: resclosa i casa de Castanet o del Perrier · Vegeu més fotos d'aquest monument · Carregueu una nova foto d'aquest monument    |
| Església Saint-Gervais-et-Saint-Protais                        | Inv.  | 1842, 1857        | Castanet Tolosan                                | 43° 30′ 59″ N, 1° 29′ 53″ E / 43.516304°N,1.498082°E | PA00125565 | Església Saint-Gervais-et-Saint-Protais · Vegeu més fotos d'aquest monument · Carregueu una nova foto d'aquest monument                        |
| Castell                                                        | Cat.  | 1544              | Castèlnau d'Estretasfonts rue de l'Eglise       | 43° 47′ 10″ N, 1° 21′ 31″ E / 43.786085°N,1.358697°E | PA00094307 | Castell · Carregueu una nova foto d'aquest monument                                                                                            |
| Església Saint-Martin                                          | Inv.  | Segles XVI-XIX    | Castèlnau d'Estretasfonts rue de l'Eglise       | 43° 47′ 07″ N, 1° 21′ 33″ E / 43.785221°N,1.359177°E | PA31000048 | Església Saint-Martin · Vegeu més fotos d'aquest monument · Carregueu una nova foto d'aquest monument                                          |
| Calvari                                                        | Cat.  | Segles XVII-XVIII | Castèlnau d'Estretasfonts C.D. 29c              | 43° 47′ 12″ N, 1° 21′ 30″ E / 43.7866°N,1.3582°E     | PA00094306 | Calvari · Vegeu més fotos d'aquest monument · Carregueu una nova foto d'aquest monument                                                        |
| Església de Larmont                                            | Inv.  | Segle XIV         | Le Casterar                                     | 43° 39′ 44″ N, 1° 10′ 07″ E / 43.66216°N,1.16859°E   | PA00094308 | Església de Larmont · Vegeu més fotos d'aquest monument · Carregueu una nova foto d'aquest monument                                            |
| Porta fortificada                                              | Inv.  | Segles XIV-XVII   | Clarmont                                        | 43° 27′ 28″ N, 1° 25′ 58″ E / 43.457714°N,1.432741°E | PA00094320 | Porta fortificada · Vegeu més fotos d'aquest monument · Carregueu una nova foto d'aquest monument                                              |
| Pedestal de creu                                               | Inv.  | Segle XV          | Clarmont                                        | 43° 27′ 28″ N, 1° 25′ 58″ E / 43.457714°N,1.432741°E | PA00094321 | Pedestal de creu · Vegeu més fotos d'aquest monument · Carregueu una nova foto d'aquest monument                                               |
| Antiga ceràmica Laballe, avui museu                            | Cat.  | 1865              | Còths route de Toulouse                         | 43° 45′ 33″ N, 1° 02′ 46″ E / 43.759181°N,1.046058°E | PA31000055 | Carregueu una nova foto d'aquest monument |
| Castell                                                        | Cat.  | Segle XVI-XVII    | La Crotz e Falgarda                             | 43° 30′ 26″ N, 1° 24′ 37″ E / 43.50728°N,1.4104°E    | PA00094361 | Castell · Vegeu més fotos d'aquest monument · Carregueu una nova foto d'aquest monument                                                        |
| Castell de la Cassagnère                                       | Cat.  | Segle XVIII       | Cunhaus                                         | 43° 33′ 17″ N, 1° 20′ 30″ E / 43.554786°N,1.341681°E | PA00094322 | Castell de la Cassagnère · Vegeu més fotos d'aquest monument · Carregueu una nova foto d'aquest monument                                       |
| Pavelló Louis XVI                                              | Cat.  | 1790              | Cunhaus 10 rue Henry-Gladi                      | 43° 32′ 45″ N, 1° 21′ 09″ E / 43.54578°N,1.352367°E  | PA00094323 | Pavelló Louis XVI · Vegeu més fotos d'aquest monument · Carregueu una nova foto d'aquest monument                                              |
| Església                                                       | Inv.  | Segle XIV         | Daus                                            | 43° 41′ 39″ N, 1° 16′ 10″ E / 43.6942°N,1.2694°E     | PA00094324 | Església · Carregueu una nova foto d'aquest monument                                                                                           |
| Canal del Migdia: aqüeducte de la Joncasse                     | Inv.  | 1734              | Dèime                                           | 43° 29′ 17″ N, 1° 32′ 38″ E / 43.48817°N,1.54396°E   | PA31000023 | Canal del Migdia: aqüeducte de la Joncasse · Carregueu una nova foto d'aquest monument                                                         |
| Canal del Migdia: pont de Dèime                                | Inv.  | Segle XVII-XIX    | Dèime i Pontpertusat                            | 43° 29′ 45″ N, 1° 32′ 08″ E / 43.49584°N,1.53555°E   | PA31000024 | Canal del Migdia: pont de Dèime · Vegeu més fotos d'aquest monument · Carregueu una nova foto d'aquest monument                                |
| Església Saint-Pierre-et-Saint-Paul                            | Cat.  | Segle XIII-XV     | Dònevila                                        | 43° 28′ 16″ N, 1° 32′ 56″ E / 43.47104°N,1.54898°E   | PA00094325 | Església Saint-Pierre-et-Saint-Paul · Vegeu més fotos d'aquest monument · Carregueu una nova foto d'aquest monument                            |
| Castell de Drudàs                                              | Inv.  | Segles XVIII-XIX  | Drudàs le Village et le Parc                    | 43° 45′ 19″ N, 1° 05′ 54″ E / 43.75518°N,1.09847°E   | PA31000088 | Carregueu una nova foto d'aquest monument |
| Castell                                                        | Inv.  | 1590              | Espanés le Château                              | 43° 27′ 11″ N, 1° 29′ 19″ E / 43.45292°N,1.48872°E   | PA00094328 | Carregueu una nova foto d'aquest monument |
| Castell                                                        | Inv.  | Segles XVIII-XIX  | Fontbausard                                     | 43° 40′ 45″ N, 1° 26′ 44″ E / 43.67908°N,1.44566°E   | PA00132668 | Carregueu una nova foto d'aquest monument |
| Castell                                                        | Cat.  | 1784              | Forcasvals                                      | 43° 30′ 24″ N, 1° 36′ 55″ E / 43.506564°N,1.615182°E | PA00094333 | Castell · Vegeu més fotos d'aquest monument · Carregueu una nova foto d'aquest monument                                                        |
| Església                                                       | Inv.  | 1541              | Frontonh                                        | 43° 50′ 25″ N, 1° 23′ 25″ E / 43.84035°N,1.39019°E   | PA00094335 | Església · Vegeu més fotos d'aquest monument · Carregueu una nova foto d'aquest monument                                                       |
| Canal del Migdia: aqüeducte dels Voûtes o de l'Hers            | Inv.  | 1688              | Gardog i Renevila                               | 43° 23′ 10″ N, 1° 42′ 32″ E / 43.38604°N,1.70883°E   | PA31000025 | Canal del Migdia: aqüeducte dels Voûtes o de l'Hers · Vegeu més fotos d'aquest monument · Carregueu una nova foto d'aquest monument            |
| Canal del Migdia: resclosa, pont i edifici de Gardog           | Inv.  | Segle XVIII       | Gardog                                          | 43° 23′ 30″ N, 1° 41′ 30″ E / 43.39176°N,1.69163°E   | PA31000026 | Canal del Migdia: resclosa, pont i edifici de Gardog · Vegeu més fotos d'aquest monument · Carregueu una nova foto d'aquest monument           |
| Església Saint-Jean-Baptiste                                   | Inv.  | 1534-1557         | Garidèit                                        | 43° 42′ 39″ N, 1° 33′ 39″ E / 43.71077°N,1.56076°E   | PA00094340 | Església Saint-Jean-Baptiste · Carregueu una nova foto d'aquest monument                                                                       |
| Església Saint-Pierre                                          | Inv.  |                   | Gemilh                                          | 43° 44′ 09″ N, 1° 35′ 23″ E / 43.73597°N,1.58986°E   | PA00094342 | Església Saint-Pierre · Vegeu més fotos d'aquest monument · Carregueu una nova foto d'aquest monument                                          |
| Maison de Coulom                                               | Inv.  | Segle XVIII       | Gibel Coulom                                    | 43° 17′ 17″ N, 1° 40′ 38″ E / 43.28808°N,1.67724°E   | PA00094669 | Carregueu una nova foto d'aquest monument |
| Antic convent de les Ursulines                                 | Inv.  | 1624              | Granada 56 rue Roquemaurel                      | 43° 46′ 26″ N, 1° 17′ 36″ E / 43.77402°N,1.293377°E  | PA00094349 | Antic convent de les Ursulines · Vegeu més fotos d'aquest monument · Carregueu una nova foto d'aquest monument                                 |
| Església Notre-Dame-de-l'Assomption                            | Cat.  | Segles XIII-XV    | Granada                                         | 43° 46′ 16″ N, 1° 17′ 39″ E / 43.77117°N,1.29408°E   | PA00094350 | Església Notre-Dame-de-l'Assomption · Vegeu més fotos d'aquest monument · Carregueu una nova foto d'aquest monument                            |
| Mercat                                                         | Cat.  | Segles XVi-XVII   | Granada                                         | 43° 46′ 08″ N, 1° 17′ 40″ E / 43.768822°N,1.294461°E | PA00094351 | Mercat · Vegeu més fotos d'aquest monument · Carregueu una nova foto d'aquest monument                                                         |
| Pont del segle xiv sobre la Save                               | Inv.  | Segle XIV         | Granada                                         | 43° 46′ 15″ N, 1° 17′ 19″ E / 43.77076°N,1.28851°E   | PA00094352 | Pont del segle xiv sobre la Save · Carregueu una nova foto d'aquest monument                                                                   |
| Castell                                                        | Inv.  | Segles XIV-XVI    | Jusas                                           | 43° 26′ 57″ N, 1° 47′ 20″ E / 43.44917°N,1.78892°E   | PA00094355 | Castell · Carregueu una nova foto d'aquest monument                                                                                            |
| Colomar                                                        | Inv.  | Segle XVIII       | Labeja la Cote                                  | 43° 31′ 58″ N, 1° 31′ 14″ E / 43.532904°N,1.520616°E | PA00094360 | Colomar · Vegeu més fotos d'aquest monument · Carregueu una nova foto d'aquest monument                                                        |
| Castell i parc                                                 | Inv.  | Segle XVIII       | Larran                                          | 43° 44′ 25″ N, 1° 13′ 33″ E / 43.7402°N,1.22594°E    | PA00125566 | Castell i parc · Carregueu una nova foto d'aquest monument                                                                                     |
| Castell                                                        | Inv.  |                   | Launac                                          | 43° 44′ 37″ N, 1° 10′ 49″ E / 43.74369°N,1.18015°E   | PA00094366 | Castell · Vegeu més fotos d'aquest monument · Carregueu una nova foto d'aquest monument                                                        |
| Castell de Launaguet                                           | Cat.  | 1845              | Launaguet                                       | 43° 40′ 27″ N, 1° 27′ 27″ E / 43.67419°N,1.45753°E   | PA00094690 | Castell de Launaguet · Vegeu més fotos d'aquest monument · Carregueu una nova foto d'aquest monument                                           |
| Briqueterie du domaine de Miremont                             | Cat.  | 1829-1830         | Launaguet Miremont                              | 43° 40′ 03″ N, 1° 28′ 07″ E / 43.6675°N,1.4687°E     | PA00094367 | Carregueu una nova foto d'aquest monument |
| Maison du Barry                                                | Cat.  | Segles XVIII-XIX  | Levinhac 28 avenue de la République             | 43° 39′ 58″ N, 1° 11′ 38″ E / 43.6661°N,1.1939°E     | PA00094370 | Maison du Barry · Vegeu més fotos d'aquest monument · Carregueu una nova foto d'aquest monument                                                |
| Telègraf Chappe                                                | Inv.  | 1834              | Levinhac                                        | 43° 38′ 56″ N, 1° 12′ 50″ E / 43.64885°N,1.21375°E   | PA00094691 | Telègraf Chappe · Vegeu més fotos d'aquest monument · Carregueu una nova foto d'aquest monument                                                |
| Castell de Lobens                                              | Cat.  | Segles XVI-XIX    | Lobens de Lauragués                             | 43° 34′ 23″ N, 1° 47′ 10″ E / 43.57307°N,1.78611°E   | PA00094375 | Castell de Lobens · Carregueu una nova foto d'aquest monument                                                                                  |
| Castell                                                        | Inv.  | Segle XVIII       | Malvesin                                        | 43° 21′ 16″ N, 1° 33′ 03″ E / 43.35436°N,1.55083°E   | PA00125567 | Castell · Vegeu més fotos d'aquest monument · Carregueu una nova foto d'aquest monument                                                        |
| Castell i parc                                                 | Inv.  | Segles XVII-XVIII | Mascarvila                                      | 43° 33′ 16″ N, 1° 45′ 29″ E / 43.55431°N,1.75805°E   | PA00094692 | Carregueu una nova foto d'aquest monument |
| Molí de vent En Carretou                                       | Inv.  | Segles XVII-XIX   | Mascarvila le Village                           | 43° 33′ 16″ N, 1° 45′ 32″ E / 43.55456°N,1.759°E     | PA00094687 | Molí de vent En Carretou · Vegeu més fotos d'aquest monument · Carregueu una nova foto d'aquest monument                                       |
| Castell                                                        | Inv.  | 1660              | Mauremont                                       | 43° 27′ 26″ N, 1° 40′ 50″ E / 43.45712°N,1.68052°E   | PA00094670 | Carregueu una nova foto d'aquest monument |
| Església                                                       | Inv.  | 1521-1845         | Maurens                                         | 43° 27′ 48″ N, 1° 47′ 39″ E / 43.46341°N,1.79428°E   | PA00094378 | Església · Vegeu més fotos d'aquest monument · Carregueu una nova foto d'aquest monument                                                       |
| Castell de Beillard                                            | Inv.  | 1850-1942         | Mervila                                         | 43° 43′ 46″ N, 1° 15′ 13″ E / 43.72956°N,1.25362°E   | PA00094693 | Carregueu una nova foto d'aquest monument |
| Castell                                                        | Cat.  | 1743-1759         | Mervila                                         | 43° 43′ 09″ N, 1° 18′ 04″ E / 43.719167°N,1.301111°E | PA00094383 | Castell · Vegeu més fotos d'aquest monument · Carregueu una nova foto d'aquest monument                                                        |
| Capella Notre-Dame d'Alet                                      | Cat.  | 1674-1863         | Montagut de Sava                                | 43° 41′ 28″ N, 1° 14′ 09″ E / 43.69115°N,1.23585°E   | PA00094384 | Capella Notre-Dame d'Alet · Vegeu més fotos d'aquest monument · Carregueu una nova foto d'aquest monument                                      |
| Molí de vent                                                   | Inv.  | 1680              | Montbrun de Lauragués Vignasse-sous-le-Moulin   | 43° 27′ 27″ N, 1° 31′ 21″ E / 43.45761°N,1.52255°E   | PA00094387 | Molí de vent · Vegeu més fotos d'aquest monument · Carregueu una nova foto d'aquest monument                                                   |
| Canal del Migdia: Aqüeducte-pont de Négra o de la Thésauque    | Inv.  | 1688              | Montesquiu de Lauragués la Dînée                | 43° 25′ 05″ N, 1° 38′ 29″ E / 43.41796°N,1.64138°E   | PA31000027 | Canal del Migdia: Aqüeducte-pont de Négra o de la Thésauque · Vegeu més fotos d'aquest monument · Carregueu una nova foto d'aquest monument    |
| Canal del Migdia: conjunt resclosa de Négra i els seus annexos | Inv.  | Segle XVIII       | Montesquiu de Lauragués la Dînée                | 43° 25′ 07″ N, 1° 38′ 28″ E / 43.41852°N,1.64099°E   | PA31000028 | Canal del Migdia: conjunt resclosa de Négra i els seus annexos · Vegeu més fotos d'aquest monument · Carregueu una nova foto d'aquest monument |
| Canal del Migdia: pont d'En Serny                              | Inv.  | Segle XVII        | Montesquiu de Lauragués                         | 43° 25′ 36″ N, 1° 37′ 34″ E / 43.42669°N,1.62606°E   | PA31000029 | Canal del Migdia: pont d'En Serny · Vegeu més fotos d'aquest monument · Carregueu una nova foto d'aquest monument                              |
| Església Saint-André                                           | Inv.  | Segle XV          | Montgiscard                                     | 43° 27′ 28″ N, 1° 34′ 28″ E / 43.457755°N,1.574455°E | PA00094394 | Església Saint-André · Vegeu més fotos d'aquest monument · Carregueu una nova foto d'aquest monument                                           |
| Antic castell                                                  | Inv.  | Segle XVI         | Montjard                                        | 43° 20′ 19″ N, 1° 38′ 02″ E / 43.33858°N,1.63375°E   | PA00094392 | Antic castell · Carregueu una nova foto d'aquest monument                                                                                      |
| Castell de Roquefoulet                                         | Inv.  | 1818              | Montjard                                        | 43° 21′ 04″ N, 1° 39′ 15″ E / 43.35118°N,1.65429°E   | PA31000050 | Carregueu una nova foto d'aquest monument |
| Església Notre-Dame-de-l'Assomption                            | Cat.  | Segle XVI         | Montjard                                        | 43° 20′ 21″ N, 1° 38′ 04″ E / 43.33905°N,1.63455°E   | PA00094393 | Església Notre-Dame-de-l'Assomption · Vegeu més fotos d'aquest monument · Carregueu una nova foto d'aquest monument                            |
| Castell                                                        | Inv.  | Segles XVI-XIX    | Montlaur                                        | 43° 29′ 02″ N, 1° 34′ 37″ E / 43.48389°N,1.57689°E   | PA00094395 | Castell · Vegeu més fotos d'aquest monument · Carregueu una nova foto d'aquest monument                                                        |
| Castell de Morvilas Bassas                                     | Inv.  | Segles XVI-XIX    | Morvilas Bassas                                 | 43° 29′ 32″ N, 1° 41′ 57″ E / 43.49217°N,1.69921°E   | PA31000051 | Castell de Morvilas Bassas · Vegeu més fotos d'aquest monument · Carregueu una nova foto d'aquest monument                                     |
| Església                                                       | Inv.  | 1329; 1771        | Morvilas Nautas                                 | 43° 25′ 33″ N, 1° 49′ 04″ E / 43.42585°N,1.81773°E   | PA00094402 | Església · Vegeu més fotos d'aquest monument · Carregueu una nova foto d'aquest monument                                                       |
| Molí i casa del moliner                                        | Inv.  | 1571; 1684        | Morvilas Nautas                                 | 43° 25′ 45″ N, 1° 48′ 52″ E / 43.42914°N,1.81446°E   | PA00094403 | Molí i casa del moliner · Carregueu una nova foto d'aquest monument                                                                            |
| Església Saint-Martin                                          | Inv.  | Segle XVII        | Nalhós                                          | 43° 21′ 24″ N, 1° 37′ 23″ E / 43.3567°N,1.62312°E    | PA00094407 | Església Saint-Martin · Vegeu més fotos d'aquest monument · Carregueu una nova foto d'aquest monument                                          |
| Foyer Saint-Martin                                             | Inv.  | Segle XVIII       | Nalhós                                          | 43° 21′ 18″ N, 1° 37′ 25″ E / 43.3551°N,1.62373°E    | PA00094408 | Foyer Saint-Martin · Carregueu una nova foto d'aquest monument                                                                                 |
| Església                                                       | Inv.  | 1841-1852         | Ondas                                           | 43° 46′ 51″ N, 1° 18′ 32″ E / 43.78086°N,1.30897°E   | PA00094410 | Església · Vegeu més fotos d'aquest monument · Carregueu una nova foto d'aquest monument                                                       |
| Castell                                                        | Cat.  | 1540              | Pibrac                                          | 43° 37′ 09″ N, 1° 17′ 13″ E / 43.619167°N,1.286944°E | PA00094418 | Castell · Vegeu més fotos d'aquest monument · Carregueu una nova foto d'aquest monument                                                        |
| Església                                                       | Inv.  | 1534; 1714        | Pibrac                                          | 43° 37′ 05″ N, 1° 16′ 58″ E / 43.61806°N,1.2828°E    | PA00094419 | Església · Vegeu més fotos d'aquest monument · Carregueu una nova foto d'aquest monument                                                       |
| Castell des Vitarelles                                         | Inv.  | Segles XVII-XVIII | Plasença deu Toish                              | 43° 33′ 56″ N, 1° 19′ 14″ E / 43.5655°N,1.3206°E     | PA00125569 | Castell des Vitarelles · Vegeu més fotos d'aquest monument · Carregueu una nova foto d'aquest monument                                         |
| Església                                                       | Inv.  | Segle XIV         | Plasença deu Toish                              | 43° 33′ 56″ N, 1° 17′ 44″ E / 43.56554°N,1.29564°E   | PA00094421 | Església · Carregueu una nova foto d'aquest monument                                                                                           |
| Pont sobre el Toish                                            | Inv.  | Segle XVIII       | Plasença deu Toish                              | 43° 33′ 41″ N, 1° 17′ 49″ E / 43.5614°N,1.2969°E     | PA00094422 | Pont sobre el Toish · Carregueu una nova foto d'aquest monument                                                                                |
| Església Saint-André                                           | Inv.  | Segle XVI         | Pontpertusat                                    | 43° 29′ 17″ N, 1° 30′ 45″ E / 43.48793°N,1.5124°E    | PA00094425 | Església Saint-André · Vegeu més fotos d'aquest monument · Carregueu una nova foto d'aquest monument                                           |
| Colomar                                                        | Inv.  | Segle XVII        | Pontpertusat                                    | 43° 29′ 25″ N, 1° 30′ 51″ E / 43.4904°N,1.5143°E     | PA00094426 | Colomar · Vegeu més fotos d'aquest monument · Carregueu una nova foto d'aquest monument                                                        |
| Vestigis de l'antic castell                                    | Inv.  | 1778              | Puègbonieu route de Saint-Loup-Cammas. Récastel | 43° 42′ 21″ N, 1° 28′ 19″ E / 43.7057°N,1.47192°E    | PA00125568 | Carregueu una nova foto d'aquest monument |
| Església                                                       | Inv.  | Segles XIV-XIX    | Puègbonieu                                      | 43° 42′ 10″ N, 1° 28′ 00″ E / 43.70285°N,1.46657°E   | PA00094416 | Església · Vegeu més fotos d'aquest monument · Carregueu una nova foto d'aquest monument                                                       |
| Maison Les Tourettes                                           | Inv.  | Segles XVIII-XIX  | Quint e Fontsagrivas                            | 43° 34′ 34″ N, 1° 33′ 48″ E / 43.57603°N,1.56333°E   | PA00094433 | Carregueu una nova foto d'aquest monument |
| Canal del Migdia: aqüeducte de Sant-Agne                       | Inv.  | Segle XVIII       | Ramonvila Sant-Agne                             | 43° 32′ 52″ N, 1° 29′ 04″ E / 43.5479°N,1.4845°E     | PA31000030 | Canal del Migdia: aqüeducte de Sant-Agne · Vegeu més fotos d'aquest monument · Carregueu una nova foto d'aquest monument                       |
| Colomar                                                        | Inv.  | Segles XVI-XVII   | Ramonvila Sant-Agne Dralet                      | 43° 32′ 02″ N, 1° 28′ 12″ E / 43.53384°N,1.47001°E   | PA00094434 | Colomar · Vegeu més fotos d'aquest monument · Carregueu una nova foto d'aquest monument                                                        |
| Castell de La Reula                                            | Cat.  | 1579              | La Reula                                        | 43° 44′ 10″ N, 1° 01′ 26″ E / 43.736111°N,1.023889°E | PA00094362 | Castell de La Reula · Vegeu més fotos d'aquest monument · Carregueu una nova foto d'aquest monument                                            |
| Canal del Migdia: presa de Saint-Ferréol                       | Inv.  | 1682              | Revèl i Vaudrulha                               | 43° 26′ 09″ N, 2° 01′ 16″ E / 43.435953°N,2.021159°E | PA31000008 | Canal del Migdia: presa de Saint-Ferréol · Carregueu una nova foto d'aquest monument                                                           |
| Aiguavés del Laudot                                            | Inv.  | 1761              | Revèl i Sant Felitz de Lauragués les Thoumasès  | 43° 25′ 48″ N, 1° 57′ 16″ E / 43.429995°N,1.954509°E | PA31000031 | Aiguavés del Laudot · Vegeu més fotos d'aquest monument · Carregueu una nova foto d'aquest monument                                            |
| Mercat, actual oficina de turisme                              | Cat.  | Segles XIV-XIX    | Revèl                                           | 43° 27′ 31″ N, 2° 00′ 16″ E / 43.458569°N,2.004495°E | PA00094435 | Mercat, actual oficina de turisme · Vegeu més fotos d'aquest monument · Carregueu una nova foto d'aquest monument                              |
| Pont del Riat                                                  | Inv.  | Segle XVII        | Revèl chemin du Pont du Riat                    | 43° 27′ 06″ N, 2° 00′ 13″ E / 43.451696°N,2.003596°E | PA31000032 | Pont del Riat · Vegeu més fotos d'aquest monument · Carregueu una nova foto d'aquest monument                                                  |
| Castell                                                        | Inv.  | Segles XIII-XIV   | Sant Felitz de Lauragués                        | 43° 26′ 55″ N, 1° 53′ 23″ E / 43.44856°N,1.88979°E   | PA00132669 | Castell · Carregueu una nova foto d'aquest monument                                                                                            |
| Església Saint-Félix                                           | Cat.  | Segles XIV-XVIII  | Sant Felitz de Lauragués                        | 43° 26′ 57″ N, 1° 53′ 11″ E / 43.449046°N,1.88644°E  | PA00094455 | Església Saint-Félix · Vegeu més fotos d'aquest monument · Carregueu una nova foto d'aquest monument                                           |
| Mercat                                                         | Inv.  | Segle XV          | Sant Felitz de Lauragués place de la Mairie     | 43° 26′ 57″ N, 1° 53′ 16″ E / 43.449069°N,1.887827°E | PA00094456 | Mercat · Vegeu més fotos d'aquest monument · Carregueu una nova foto d'aquest monument                                                         |
| Casa natal de Déodat de Séverac                                | Inv.  | Segle XVIII       | Sant Felitz de Lauragués                        | 43° 26′ 55″ N, 1° 53′ 17″ E / 43.4485°N,1.88797°E    | PA00094672 | Casa natal de Déodat de Séverac · Carregueu una nova foto d'aquest monument                                                                    |
| Pont Vieux de Cailhavel o Pont Saint-Jean                      | Inv.  | Segle XVII        | Sant Felitz de Lauragués Rigole de la Plaine    | 43° 25′ 55″ N, 1° 54′ 49″ E / 43.43184°N,1.913587°E  | PA31000033 | Pont Vieux de Cailhavel o Pont Saint-Jean · Carregueu una nova foto d'aquest monument                                                          |
| Presbiteri                                                     | Inv.  | Segle XV          | Sant Felitz de Lauragués                        | 43° 26′ 57″ N, 1° 53′ 10″ E / 43.4491°N,1.8862°E     | PA00094458 | Presbiteri · Vegeu més fotos d'aquest monument · Carregueu una nova foto d'aquest monument                                                     |
| Restes de muralles                                             | Inv.  | Segle XIV         | Sant Felitz de Lauragués                        | 43° 26′ 53″ N, 1° 53′ 21″ E / 43.448°N,1.8892°E      | PA00094459 | Restes de muralles · Carregueu una nova foto d'aquest monument                                                                                 |
| Creu de ferro forjat                                           | Inv.  | Segle XVIII       | Sant Felitz de Lauragués place des Halles       | 43° 26′ 55″ N, 1° 53′ 17″ E / 43.44873°N,1.888°E     | PA00094454 | Creu de ferro forjat · Vegeu més fotos d'aquest monument · Carregueu una nova foto d'aquest monument                                           |
| Casa al costat del presbiteri                                  | Inv.  | Segle XV          | Sant Felitz de Lauragués                        | 43° 26′ 57″ N, 1° 53′ 09″ E / 43.4492°N,1.8859°E     | PA00094457 | Casa al costat del presbiteri · Carregueu una nova foto d'aquest monument                                                                      |
| Castell de Sant Ginèst                                         | Inv.  | 1595              | Sant Ginèst                                     | 43° 40′ 59″ N, 1° 29′ 06″ E / 43.682955°N,1.484901°E | PA00094462 | Castell de Sant Ginèst · Vegeu més fotos d'aquest monument · Carregueu una nova foto d'aquest monument                                         |
| Castell                                                        | Cat.  | Segles XIII-XVII  | La Sauvetat Sent Gili                           | 43° 34′ 40″ N, 1° 16′ 17″ E / 43.57781°N,1.27145°E   | PA31000078 | Castell · Carregueu una nova foto d'aquest monument                                                                                            |
| Castell de Rochemontès                                         | Inv.  | Segle XVII        | Sèlh                                            | 43° 42′ 26″ N, 1° 20′ 58″ E / 43.70712°N,1.34947°E   | PA00094489 | Carregueu una nova foto d'aquest monument |
| Castell                                                        | Inv.  | 1545              | Sent Jòri Novital                               | 43° 44′ 04″ N, 1° 23′ 11″ E / 43.7344°N,1.3865°E     | PA00094463 | Carregueu una nova foto d'aquest monument |
| Església Sainte-Agathe-et-Saint-Julien                         | Inv.  | Segles XIV-XIX    | Sent Julian                                     | 43° 29′ 23″ N, 1° 53′ 52″ E / 43.48982°N,1.89778°E   | PA00094464 | Església Sainte-Agathe-et-Saint-Julien · Vegeu més fotos d'aquest monument · Carregueu una nova foto d'aquest monument                         |
| Porta del Cers                                                 | Inv.  | Segle XVI         | Sent Julian                                     | 43° 29′ 24″ N, 1° 53′ 50″ E / 43.4901°N,1.8972°E     | PA00094465 | Porta del Cers · Carregueu una nova foto d'aquest monument                                                                                     |
| Creu                                                           | Inv.  | 1578              | Sent Orenç                                      | 43° 33′ 12″ N, 1° 32′ 37″ E / 43.5534°N,1.54361°E    | PA00094471 | Creu · Vegeu més fotos d'aquest monument · Carregueu una nova foto d'aquest monument                                                           |
| Hisenda                                                        | Inv.  | 1874-1893         | Sent Roma                                       | 43° 24′ 52″ N, 1° 40′ 40″ E / 43.41449°N,1.6779°E    | PA00094673 | Carregueu una nova foto d'aquest monument |
| Església nova                                                  | Inv.  | Segles XI-XIX     | Sent Rostesi                                    | 43° 48′ 19″ N, 1° 19′ 42″ E / 43.80531°N,1.32824°E   | PA00094475 | Església nova · Carregueu una nova foto d'aquest monument                                                                                      |
| Església                                                       | Inv.  |                   | Sent Salvador                                   | 43° 45′ 00″ N, 1° 24′ 04″ E / 43.74993°N,1.40117°E   | PA00094476 | Església · Vegeu més fotos d'aquest monument · Carregueu una nova foto d'aquest monument                                                       |
| Ajuntament, antic castell de Gramart                           | Inv.  | Segle XVII        | Tornafuèlha                                     | 43° 34′ 58″ N, 1° 20′ 48″ E / 43.58287°N,1.34658°E   | PA00094646 | Ajuntament, antic castell de Gramart · Vegeu més fotos d'aquest monument · Carregueu una nova foto d'aquest monument                           |
| Castell                                                        | Inv.  | Edat mitjana      | Valèga                                          | 43° 25′ 27″ N, 1° 45′ 16″ E / 43.42429°N,1.75437°E   | PA31000059 | Castell · Vegeu més fotos d'aquest monument · Carregueu una nova foto d'aquest monument                                                        |
| Capella Saint-Martin                                           | Inv.  | Edat mitjana      | Vaudrulha                                       | 43° 25′ 23″ N, 1° 58′ 53″ E / 43.42312°N,1.98137°E   | PA31000006 | Carregueu una nova foto d'aquest monument |
| Ciutadella                                                     | Inv.  | Segle XV          | Verfuèlh                                        | 43° 39′ 26″ N, 1° 39′ 40″ E / 43.65729°N,1.66099°E   | PA00094654 | Ciutadella · Carregueu una nova foto d'aquest monument                                                                                         |
| Església Saint-Blaise                                          | Inv.  | 1507-1554         | Verfuèlh                                        | 43° 39′ 25″ N, 1° 39′ 37″ E / 43.65706°N,1.66034°E   | PA00094655 | Església Saint-Blaise · Vegeu més fotos d'aquest monument · Carregueu una nova foto d'aquest monument                                          |
| Església Saint-Sernin                                          | Inv.  | Segle XVI         | Verfuèlh                                        | 43° 39′ 21″ N, 1° 41′ 01″ E / 43.65597°N,1.68354°E   | PA00094656 | Església Saint-Sernin · Vegeu més fotos d'aquest monument · Carregueu una nova foto d'aquest monument                                          |
| Molí de Nagasse                                                | Inv.  | Segles XVII-XVIII | Verfuèlh la Balerne                             | 43° 37′ 52″ N, 1° 41′ 16″ E / 43.63103°N,1.68772°E   | PA00094657 | Molí de Nagasse · Vegeu més fotos d'aquest monument · Carregueu una nova foto d'aquest monument                                                |
| Porta Vauraise                                                 | Inv.  | Segles XVI-XVII   | Verfuèlh rue de la Délivrance                   | 43° 39′ 25″ N, 1° 39′ 42″ E / 43.65691°N,1.66155°E   | PA00094658 | Porta Vauraise · Vegeu més fotos d'aquest monument · Carregueu una nova foto d'aquest monument                                                 |
| Castell de Vièlhavinha                                         | Inv.  | Segles XVI-XIX    | Vièlhavinha                                     | 43° 24′ 16″ N, 1° 39′ 27″ E / 43.40438°N,1.65741°E   | PA31000053 | Castell de Vièlhavinha · Modifica el valor a Wikidata · Carregueu una nova foto d'aquest monument                                              |
| Castell de Barelles                                            | Inv.  | Segle XVIII       | Vilafranca de Lauragués                         | 43° 24′ 18″ N, 1° 42′ 52″ E / 43.40497°N,1.71457°E   | PA00094682 | Carregueu una nova foto d'aquest monument |
| Església                                                       | Inv.  | 1364              | Vilafranca de Lauragués                         | 43° 23′ 54″ N, 1° 43′ 03″ E / 43.39838°N,1.71759°E   | PA00094660 | Església · Carregueu una nova foto d'aquest monument                                                                                           |
| Antic hospici, abans graners del Roy                           | Inv.  | Segle XVIII       | Vilamur de Tarn rue de l'Hospice                | 43° 51′ 54″ N, 1° 30′ 21″ E / 43.8651°N,1.50573°E    | PA00094661 | Carregueu una nova foto d'aquest monument |
| Antiga torre de defensa o Tour du Moulin                       | Cat.  | Segles XIII-XIX   | Vilamur de Tarn rue de la République            | 43° 51′ 49″ N, 1° 30′ 18″ E / 43.863681°N,1.505003°E | PA00094662 | Antiga torre de defensa o Tour du Moulin · Carregueu una nova foto d'aquest monument                                                           |
| Castell de Vilafranca                                          | Inv.  | Segles XVI-XIX    | Vilanava de Bonlòc                              | 43° 46′ 24″ N, 1° 23′ 15″ E / 43.7733°N,1.3874°E     | PA31000070 | Castell de Vilafranca · Carregueu una nova foto d'aquest monument                                                                              |
| Església                                                       | Inv.  | Segle XV          | Vilanovèla                                      | 43° 26′ 07″ N, 1° 39′ 45″ E / 43.43519°N,1.6624°E    | PA00094663 | Església · Vegeu més fotos d'aquest monument · Carregueu una nova foto d'aquest monument                                                       |
| Mercat                                                         | Inv.  | 1755              | Vilanovèla                                      | 43° 26′ 05″ N, 1° 39′ 45″ E / 43.43474°N,1.66263°E   | PA00094664 | Carregueu una nova foto d'aquest monument |
| Castell de Jean                                                | Inv.  | Segles XVII-XVIII | Vilariès                                        | 43° 44′ 35″ N, 1° 30′ 06″ E / 43.7431°N,1.50167°E    | PA31000017 | Carregueu una nova foto d'aquest monument |
| Castell                                                        | Inv.  | Segle xix         | Vilaudric 6 rue de la Negrette                  | 43° 49′ 52″ N, 1° 26′ 02″ E / 43.8312°N,1.434°E      | PA00135456 | Carregueu una nova foto d'aquest monument |
| Casa                                                           | Inv.  | Segle XVIII       | Vilaudric 2 rue de l'Aucenelle                  | 43° 49′ 50″ N, 1° 25′ 36″ E / 43.830524°N,1.426747°E | PA00125584 | Carregueu una nova foto d'aquest monument |